# Sergio Bonelli
Pour les articles homonymes, voir Bonelli.
Sergio Bonelli (1932-2011) est un éditeur italien de bande dessinée, repreneur en 1957 des éditions Audace fondées par son père Giovanni Luigi Bonelli, et renommées en 1987 Sergio Bonelli Editore. Bonelli était également scénariste de bande dessinée sous le pseudonyme Guido Nolitta.

## Biographie
Sergio Bonelli est un éditeur italien, il dirigeait la plus grande maison d'édition de bandes dessinées italienne crée par son père Gian Luigi Bonelli (créateur de Tex) en 1940. Il lui succèdera en 1957. Il est par ailleurs scénariste et monteur, créateur de personnages tels que Zagor ou Mister No sous le pseudonyme de Guido Nolitta. Sergio Bonelli est mort en septembre 2011 ; son fils Davide Bonelli lui a succédé au poste de directeur général de la maison d'édition.